# 阿布劳哈姆海吉
阿布劳哈姆海吉，是匈牙利维斯普雷姆州所辖的一个村，位于巴拉顿湖畔，总面积14.88平方公里，总人口456，人口密度30.6人/平方公里（2010年1月1日）。